# Hummelgarnelen
Die Einteilung der Lebewesen in Systematiken ist kontinuierlicher Gegenstand der Forschung. So existieren neben- und nacheinander verschiedene systematische Klassifikationen. 
Das hier behandelte Taxon ist durch neue Forschungen obsolet geworden oder ist aus anderen Gründen nicht Teil der in der deutschsprachigen Wikipedia dargestellten Systematik.

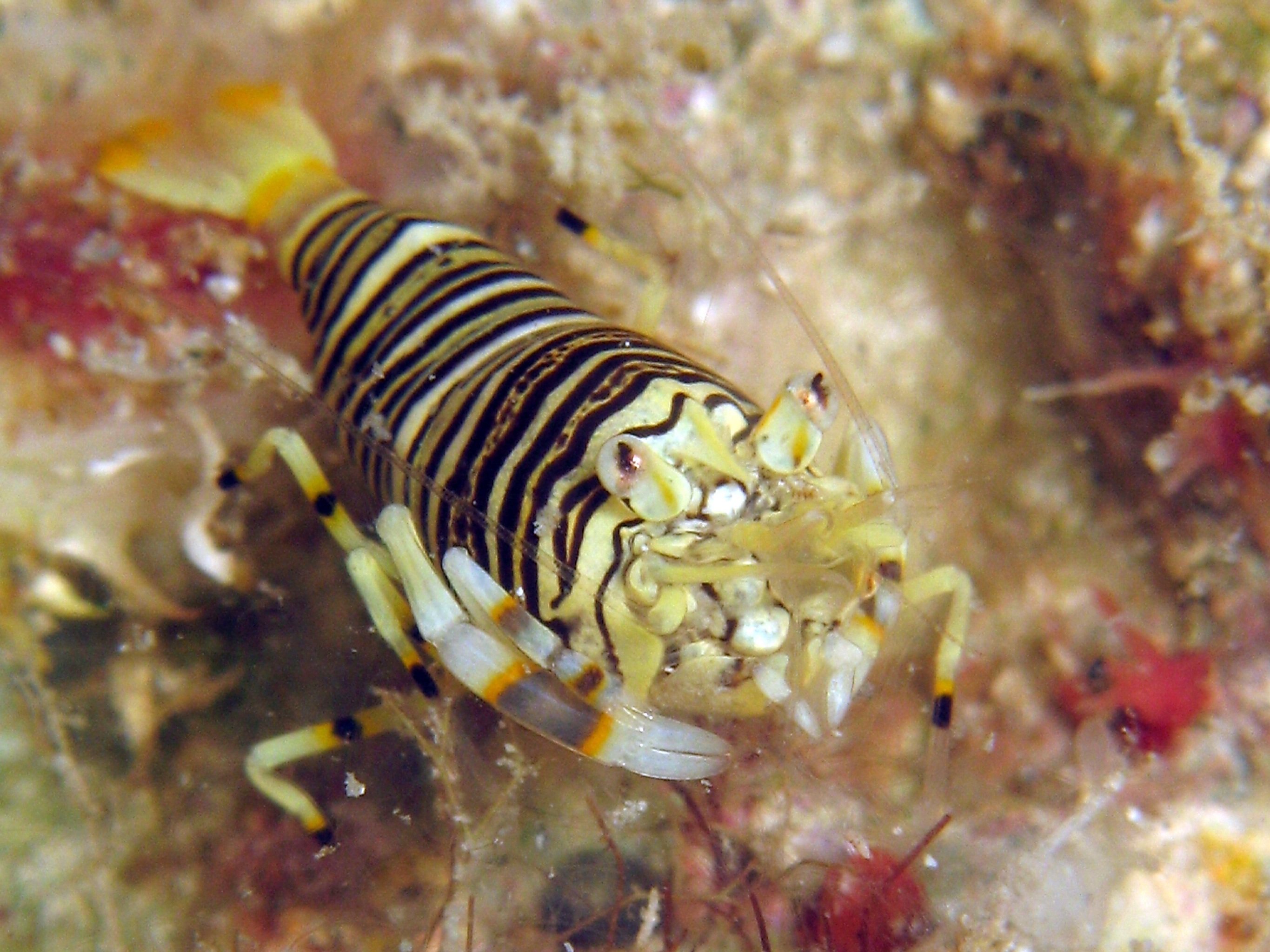
Gnathophyllum americanum

Die Hummelgarnelen (Gnathophyllidae) sind eine Gruppe von Krebstieren, die früher zu einer eigenen Familie innerhalb der Garnelen zusammengefasst wurden. Nach phylogenetischen Untersuchungen von 2015 wurde den Hummelgarnelen der Familienrang abgesprochen und die fünf Gattungen der Familie der Felsen- und Partnergarnelen zugeordnet. Die Hummelgarnelen leben in tropischen und subtropischen Meeren.
Im deutschen wird eine Süßwassergarnele der Gattung Caridina ebenfalls als Hummelgarnele (oder Zebra-Zwerggarnele) bezeichnet, siehe Hummelgarnele.

## Beschreibung
Die Hummelgarnelen sind kleine, oft auffällig gezeichnete Garnelen. Ihre Streifen- oder Punktmuster lösen die Körperform optisch auf und tragen so zur Tarnung der Tiere bei.
Hummelgarnelen sind ähnlich wie Harlekingarnelen ebenfalls auf Stachelhäuter als Futter spezialisiert. Sie fressen vorwiegend Saugfüße von Seeigeln und Seesternen.
Hummelgarnelen werden wegen ihrer hübschen Färbung auch in Aquarien gehalten, sind dort aber wegen ihrer speziellen Futteransprüche nicht einfach zu ernähren. Einige Arten nehmen jedoch bald Ersatzfutter an.

## Systematik
Phylogenetische und morphologische Untersuchungen sowie Molekulardaten weisen darauf hin, dass die Familie Gnathophyllidae ungültig ist. Auch die Anerkennung von Unterfamilien bei Palaemonidae sind nicht gerechtfertigt. Deshalb ist die Familie Gnathophyllidae nach De Grave, Fransen und Page (2015) als Synonym der Familie Palaemonidae anzusehen.
Gnathophyllidae nach De Grave und Fransen 2011:
- Gnathophylleptum d'Udekem d'Acoz, 2001
- Gnathophylloides Schmitt, 1933
- Gnathophyllum Latreille, 1819
- Levicaris Bruce, 1973
- Pycnocaris Bruce, 1972

### Gattungen und Arten
- Gnathophylloides Schmitt, 1933
  - Gnathophylloides mineri Schmitt, 1933
- Gnathophyllum Latreille, 1819 - Auswahl:
  - Gnathophyllum americanum Guérin-Méneville, 1855
  - Gnathophyllum circellum Manning, 1963
  - Gnathophyllum modestum Hay, 1917
  - Gnathophyllum precipuum Titgen, 1989
- Levicaris Bruce, 1973
  - Levicaris mammilata Edmondson, 1931
- Pycnocaris Bruce, 1972
  - Pycnocaris chagoae Bruce, 1972